# Kärrväg

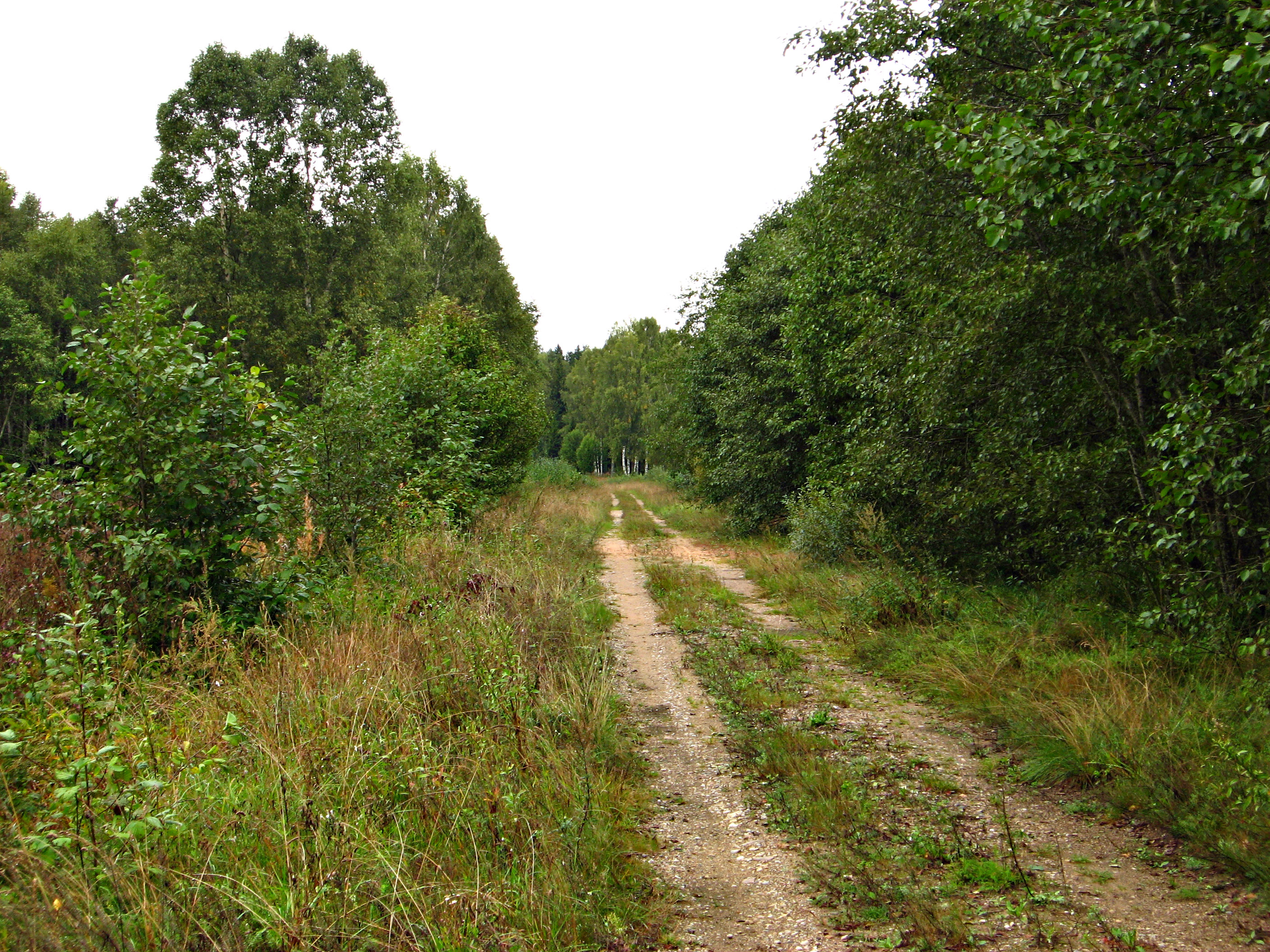
Kärrväg i Vabole i Daugavpils kommun i sydöstra Lettland.

Kärrväg är en sorts mindre väg, ofta ute i skogen. En kärrväg kunde, till skillnad från en klövjestig, nyttjas för hästforor (kärror) vid barmark, till exempel av bönder som fraktade hem hö från sina åkrar. Kärrvägen karakteriseras av två hjulspår samt nedtrampad stig efter hästens hovar i mitten av vägen. När kärrväg saknades, var transport på vinterväg ofta enda möjligheten vid transport av större mängder gods.